# Андре Вилаш-Боаш
Андре Вилаш-Боаш (на португалски: André Villas-Boas, пълно име D. Luís André de Pina Cabral e Villas-Boas) е бивш португалски футболен мениджър и настоящ президент на Порто.
Докато е в Порто, Вилаш-Боаш става най-младият (за времето си) мениджър, чийто отбор печели европейска клубна титла. Сумата от 15 милиона евро (13,3 милиона паунда), която получава, за да премине от Порто в Челси, е най-високата сума за трансфер на мениджър дотогава. За разлика от други футболни мениджъри на такова високо ниво, Андре Вилаш-Бояш никога не е играл като професионален футболист.

## Треньорска кариера

### Първи стъпки
Роден в Порто, на 16 години Вилаш-Боаш живеел в блок заедно с Сър Боби Робсън, който по това време бил треньор на ФК Порто. Вследствие на дебат между двамата, Робсън назначил Вилаш-Боаш в скаутския департамент на Порто. Вилаш-Боаш говорел перфектно английски още в детска възраст, понеже баба му била от Стокпорт. Робсън пратил Вилаш-Боаш да вземе треньорска степен на ФА, треньорски лиценз УЕФА C в Шотландия и да изучи методите на тренировка на Ипсуич Таун. По-късно той взема A, B и „УЕФА Про“ лиценз в Шотландия, където бил обучаван от Джим Флийтинг (под негово ръководство Жозе Моуриньо също получава лиценз).
На 21 години Вилаш-Боаш за кратко е треньор на националния отбор на Британските Вирджински острови.
След това отива в Порто като помощник-треньор на Жозе Моуриньо. По-късно, когато Моуриньо се мести в Челси и Интер, Вилаш-Боаш го последва. 

### Академика
В началото на сезон 2009-10, Вилаш-Боаш напуснал екипа на Моуриньо с цел да преследва кариера като мениджър, не след дълго му се открила възможност за работа в Португалската Премиер лига с отбора на Академика Коимбра, където заменил Роджерио Гонкалвеш който напуснал през октомври 2009. Когато назначили Вилаш-Боаш начело, Академика се намирали на дъното на таблицата без нито една победа, но играта им се подобрила и Вилаш-Боаш ги извел на 11-о място в края на сезона, на десет точки от опасната зона. Освен това в същия сезон Академика стигнали до полуфинал в турнира за купата на Португалия, губейки от Порто с късен гол на Мариано Гонзалес. Доброто представяне на отбора се изразявало и с атрактивната игра която предлагали, това довело до спекулации за назначаването Вилаш-Боаш в Спортинг и Порто през лятото на 2010 г.

### Порто
На 2 юни 2010 г. Вилаш-Боаш бил представен за нов мениджър на Порто. Той печели първия си трофей начело на състава, побеждавайки Бенфика с 2-0 за Суперкупата на Португалия на 7 август 2010 г. След това той печели още три купи - Португалската Премиер лига, Лига Европа и Купата на Португалия. Порто завършва сезона непобеден с 27 победи и 3 равенства. Вилаш-Боаш става третият най-млад треньор успял да спечели Премиер лигата, след Михали Сиска (1938-39) и Джука (1961-62) и най-младия мениджър печелил Европейско отличие, печелейки Лига Европа на 18 май 2011 г. Вияш-Боаш подал оставката си на 21 юни 2011 г.

### Челси
На 22 юни 2011 г. Челси потвърждава назначаването на Вилаш-Боаш за мениджър на тима. Те плащат на Порто 15 милиона евро компенсация за освобождаващата клауза в договора му.  На 30 юли 2011 г. по време на подготовката на тима, Вилаш-Боаш печели първото си отличие начело на Челси — Barclays Asia Trophy 2011.  На 4 март 2012 г. Вияш-Боаш е уволнен. 

### Тотнъм
През лятото на 2012 г. Боаш подписва с Тотнъм Хотспър. В първия си официален мач отбора му губи с 2-1 като гост от отбора на Нюкасъл Юнайтед. Първата му победа начело на Тотнъм е срещу Рединг с резултат 3-1.

### Зенит
На 18 март 2014 г. е обявен за новия треньор на руския Зенит.

## Успехи
Порто
- Примейра Лига (1) – 2011
- Купа на Португалия (1) – 2011
- Суперкупа на Португалия (1) – 2011
- Лига Европа (1) – 2011